# Dasymetopa
Dasymetopa é um gênero de moscas da família Ulidiidae.

## Espécies
Existem nove espécies do gênero Dasymetopa:
- D. fenestrata

- D. fumipennis

- D. luteipennis

- D. lutulenta

- D. nigropunctata

- D. ochracea

- D. quinquepunctata

- D. septempunctata

- D. sordida